# Bahnstrecke La Oroya–Huancavelica
| Bahnhof La Oroya |                  |                                         |                                         |
| Streckenlänge: | 252 km           |                                         |                                         |
| Spurweite: | 914 mm / 1435 mm |                                         |                                         |
| Maximale Neigung: | 35 ‰ / 15 ‰      |                                         |                                         |
| Minimaler Radius: | 80 m             |                                         |                                         |
| Zweigleisigkeit: | nein             |                                         |                                         |
| |                  |                                         |                                         |
| \| \| \| Bahnstrecke Lima–La Oroya \| \| \| \| \| Bahnstrecke La Oroya–Cerro de Pasco \| \| \| \| 221,5 \| La Oroya \| 3726 m \| \| \| 231,2 \| Huanchan \| Huanchan \| \| \| \| \| \| \| \| 242,5 \| Huari \| Huari \| \| \| 2430 \| Pardo-Tunnel \| Pardo-Tunnel \| \| \| 255,8 \| Chacapalpa \| Chacapalpa \| \| \| 262,5 0,0 \| Pachacayo \| Pachacayo \| \| \| \| \| \| \| \| 1,1 \| La Granja \| La Granja \| \| \| 4,3 \| Canchayllo 3604 m \| Canchayllo 3604 m \| \| \| 12,2 \| Chauchayllo \| Chauchayllo \| \| \| 18,5 \| Taucar \| Taucar \| \| \| 21,2 \| Jatunpampa \| Jatunpampa \| \| \| 25,0 \| Kilómetro 25 \| Kilómetro 25 \| \| \| 29,9 \| Mesapata \| Mesapata \| \| \| 32,5 \| Chalhuacocha \| Chalhuacocha \| \| \| 40,7 \| Azulcocha \| Azulcocha \| \| \| 45,7 \| Chuquipita 4524 m \| Chuquipita 4524 m \| \| \| 57,7 \| Calancho 4555 m \| Calancho 4555 m \| \| \| 64,7 \| Capillayoc 4575 m \| Capillayoc 4575 m \| \| \| 74,5 \| Contadera 4585 m \| Contadera 4585 m \| \| \| 80,0 0,0 \| Chaucha 4575 m \| Chaucha 4575 m \| \| \| \| Materialseilbahn \| \| \| \| 14,5 \| Yauricocha 4733 m \| Yauricocha 4733 m \| \| \| 266,5 \| Rocroa \| Rocroa \| \| \| 274,7 \| Llocllapampa 3467 m \| Llocllapampa 3467 m \| \| \| 280 \| Matachico \| Matachico \| \| \| 284,2 \| Malpaso \| Malpaso \| \| \| 284,5 \| Río-Mantaro-Brücke \| (70 m) \| \| \| 286,2 \| Parco \| Parco \| \| \| 293,6 \| Paccha \| Paccha \| \| \| 2960 \| Tunnel No. 65 (88 m) \| Tunnel No. 65 (88 m) \| \| \| \| \| \| \| \| \| \| \| \| \| 299,0 \| Tambo \| Tambo \| \| \| 301,3 \| Jauja 3355 m \| Jauja 3355 m \| \| \| 306,5 \| Ataura \| Ataura \| \| \| 308,1 \| Huamalí 3332 m \| Huamalí 3332 m \| \| \| 311,0 \| Mantaro \| Mantaro \| \| \| 313,9 \| San Lorenzo \| San Lorenzo \| \| \| 316,5 \| Apata \| Apata \| \| \| 3200 \| Matahuasi-Brücke (97 m) \| Matahuasi-Brücke (97 m) \| \| \| 320,1 \| Matahuasi \| 3265 m \| \| \| 324,5 \| Concepción \| 3252 m \| \| \| 327,0 \| Orcotuna / Balsas \| Orcotuna / Balsas \| \| \| 330,6 \| San Jerónimo de Tunán \| 3254 m \| \| \| 335,0 \| Cajas-Hualhuas 3246 \| Cajas-Hualhuas 3246 \| \| \| 346,0 \| Huancayo alter FCCA-Bahnhof, 3261 m \| Huancayo alter FCCA-Bahnhof, 3261 m \| \| \| \| Ehem. Dreischienengleis Huancayo–Chilca[1] \| \| \| \| \| \| \| \| \| 0 \| Huancayo neuer Huancavelica-Bahnhof \| Huancayo neuer Huancavelica-Bahnhof \| \| \| 2 \| Chilca alter Endbahnhof der FCHH[2] \| Chilca alter Endbahnhof der FCHH[2] \| \| \| 5 \| Huacán \| Huacán \| \| \| 12 \| Huayucachi \| Huayucachi \| \| \| 22 \| Chanca \| Chanca \| \| \| 25 \| Retama \| Retama \| \| \| 32 \| Ingahuasi \| Ingahuasi \| \| \| 38 \| Parco \| Parco \| \| \| 44 \| Manuel Tellería[Anm. 1] \| Manuel Tellería[Anm. 1] \| \| \| 50 \| Aguas Calientes \| Aguas Calientes \| \| \| 56 \| Larmenta \| Larmenta \| \| \| 61 \| Izcuchaca \| Izcuchaca \| \| \| \| \| \| \| \| 74 \| Taraino \| Taraino \| \| \| 78 \| La Mejorada (Mariscal Cáceres) \| La Mejorada (Mariscal Cáceres) \| \| \| \| \| \| \| \| \| \| \| \| \| \| \| \| \| \| \| \| \| \| \| \| \| \| \| \| 96 \| Habas Chacra \| Habas Chacra \| \| \| 99 \| Acoria \| Acoria \| \| \| 104 \| Llaocán \| Llaocán \| \| \| \| \| \| \| \| 111 \| Amabato \| Amabato \| \| \| 114 \| Yauli \| Yauli \| \| \| \| \| \| \| \| \| \| \| \| \| 123 \| Accomarca \| Accomarca \| \| \| \| \| \| \| \| \| \| \| \| \| 128 \| Huancavelica \| Huancavelica \| \| \| 129 \| Sub-Estación Huancavelica \| Sub-Estación Huancavelica \| \| \| 133 \| Sacsamarca \| Sacsamarca \| \| \| \| \| \| \| \| \| \| \| \| \| 147 \| Lachoc \| Lachoc \| \| \| \| aufgelassene Baustelle \| \| \| \| \| \| \| \| Quellen: [3] \| \| \| \| |                  |                                         |                                         |
| Strecke |                  | Bahnstrecke Lima–La Oroya               | Bahnstrecke Lima–La Oroya               |
| Abzweig geradeaus, nach links und von links |                  | Bahnstrecke La Oroya–Cerro de Pasco     | Bahnstrecke La Oroya–Cerro de Pasco     |
| Bahnhof | 221,5            | La Oroya                                | 3726 m                                  |
| ehemaliger Bahnhof | 231,2            | Huanchan                                | Huanchan                                |
| Tunnel |                  |                                         |                                         |
| ehemaliger Bahnhof | 242,5            | Huari                                   | Huari                                   |
| Tunnel | 2430             | Pardo-Tunnel                            | Pardo-Tunnel                            |
| ehemaliger Bahnhof | 255,8            | Chacapalpa                              | Chacapalpa                              |
| Bahnhof | 262,5 0,0        | Pachacayo                               | Pachacayo                               |
| Strecke von links (außer Betrieb) · Abzweig geradeaus und ehemals nach rechts |                  |                                         |                                         |
| Dienststation / Betriebs- oder Güterbahnhof (Strecke außer Betrieb) · Strecke | 1,1              | La Granja                               | La Granja                               |
| Dienststation / Betriebs- oder Güterbahnhof (Strecke außer Betrieb) · Strecke | 4,3              | Canchayllo 3604 m                       | Canchayllo 3604 m                       |
| Dienststation / Betriebs- oder Güterbahnhof (Strecke außer Betrieb) · Strecke | 12,2             | Chauchayllo                             | Chauchayllo                             |
| Dienststation / Betriebs- oder Güterbahnhof (Strecke außer Betrieb) · Strecke | 18,5             | Taucar                                  | Taucar                                  |
| Dienststation / Betriebs- oder Güterbahnhof (Strecke außer Betrieb) · Strecke | 21,2             | Jatunpampa                              | Jatunpampa                              |
| Dienststation / Betriebs- oder Güterbahnhof (Strecke außer Betrieb) · Strecke | 25,0             | Kilómetro 25                            | Kilómetro 25                            |
| Dienststation / Betriebs- oder Güterbahnhof (Strecke außer Betrieb) · Strecke | 29,9             | Mesapata                                | Mesapata                                |
| Dienststation / Betriebs- oder Güterbahnhof (Strecke außer Betrieb) · Strecke | 32,5             | Chalhuacocha                            | Chalhuacocha                            |
| Dienststation / Betriebs- oder Güterbahnhof (Strecke außer Betrieb) · Strecke | 40,7             | Azulcocha                               | Azulcocha                               |
| Dienststation / Betriebs- oder Güterbahnhof (Strecke außer Betrieb) · Strecke | 45,7             | Chuquipita 4524 m                       | Chuquipita 4524 m                       |
| Dienststation / Betriebs- oder Güterbahnhof (Strecke außer Betrieb) · Strecke | 57,7             | Calancho 4555 m                         | Calancho 4555 m                         |
| Dienststation / Betriebs- oder Güterbahnhof (Strecke außer Betrieb) · Strecke | 64,7             | Capillayoc 4575 m                       | Capillayoc 4575 m                       |
| Dienststation / Betriebs- oder Güterbahnhof (Strecke außer Betrieb) · Strecke | 74,5             | Contadera 4585 m                        | Contadera 4585 m                        |
| Betriebs-/Güterbahnhof Streckenanfang (Strecke außer Betrieb) · Betriebs-/Güterbahnhof Streckenende (Strecke außer Betrieb) · Strecke | 80,0 0,0         | Chaucha 4575 m                          | Chaucha 4575 m                          |
| Strecke (außer Betrieb) · Strecke |                  | Materialseilbahn                        | Materialseilbahn                        |
| Betriebs-/Güterbahnhof Streckenende (Strecke außer Betrieb) · Strecke | 14,5             | Yauricocha 4733 m                       | Yauricocha 4733 m                       |
| ehemaliger Bahnhof | 266,5            | Rocroa                                  | Rocroa                                  |
| Bahnhof | 274,7            | Llocllapampa 3467 m                     | Llocllapampa 3467 m                     |
| ehemaliger Bahnhof | 280              | Matachico                               | Matachico                               |
| ehemaliger Bahnhof | 284,2            | Malpaso                                 | Malpaso                                 |
| Brücke über Wasserlauf | 284,5            | Río-Mantaro-Brücke                      | (70 m)                                  |
| Bahnhof | 286,2            | Parco                                   | Parco                                   |
| ehemaliger Bahnhof | 293,6            | Paccha                                  | Paccha                                  |
| Tunnel | 2960             | Tunnel No. 65 (88 m)                    | Tunnel No. 65 (88 m)                    |
| Tunnel |                  |                                         |                                         |
| Tunnel |                  |                                         |                                         |
| Abzweig geradeaus, nach links und von links · Strecke von rechts | 299,0            | Tambo                                   | Tambo                                   |
| Strecke · Kopfbahnhof Streckenende | 301,3            | Jauja 3355 m                            | Jauja 3355 m                            |
| Dienststation / Betriebs- oder Güterbahnhof | 306,5            | Ataura                                  | Ataura                                  |
| ehemaliger Bahnhof | 308,1            | Huamalí 3332 m                          | Huamalí 3332 m                          |
| ehemaliger Bahnhof | 311,0            | Mantaro                                 | Mantaro                                 |
| ehemaliger Bahnhof | 313,9            | San Lorenzo                             | San Lorenzo                             |
| ehemaliger Bahnhof | 316,5            | Apata                                   | Apata                                   |
| Brücke über Wasserlauf | 3200             | Matahuasi-Brücke (97 m)                 | Matahuasi-Brücke (97 m)                 |
| ehemaliger Bahnhof | 320,1            | Matahuasi                               | 3265 m                                  |
| Bahnhof | 324,5            | Concepción                              | 3252 m                                  |
| ehemaliger Bahnhof | 327,0            | Orcotuna / Balsas                       | Orcotuna / Balsas                       |
| ehemaliger Bahnhof | 330,6            | San Jerónimo de Tunán                   | 3254 m                                  |
| Bahnhof | 335,0            | Cajas-Hualhuas 3246                     | Cajas-Hualhuas 3246                     |
| Bahnhof | 346,0            | Huancayo alter FCCA-Bahnhof, 3261 m     | Huancayo alter FCCA-Bahnhof, 3261 m     |
| Strecke |                  | Ehem. Dreischienengleis Huancayo–Chilca | Ehem. Dreischienengleis Huancayo–Chilca |
| Abzweig geradeaus und von links · Strecke von rechts |                  |                                         |                                         |
| Strecke · Kopfbahnhof Streckenende | 0                | Huancayo neuer Huancavelica-Bahnhof     | Huancayo neuer Huancavelica-Bahnhof     |
| ehemaliger Bahnhof | 2                | Chilca alter Endbahnhof der FCHH        | Chilca alter Endbahnhof der FCHH        |
| ehemaliger Haltepunkt / Haltestelle | 5                | Huacán                                  | Huacán                                  |
| ehemaliger Haltepunkt / Haltestelle | 12               | Huayucachi                              | Huayucachi                              |
| ehemaliger Haltepunkt / Haltestelle | 22               | Chanca                                  | Chanca                                  |
| Haltepunkt / Haltestelle | 25               | Retama                                  | Retama                                  |
| Haltepunkt / Haltestelle | 32               | Ingahuasi                               | Ingahuasi                               |
| ehemaliger Haltepunkt / Haltestelle | 38               | Parco                                   | Parco                                   |
| Bahnhof | 44               | Manuel Tellería                         | Manuel Tellería                         |
| Haltepunkt / Haltestelle | 50               | Aguas Calientes                         | Aguas Calientes                         |
| ehemaliger Haltepunkt / Haltestelle | 56               | Larmenta                                | Larmenta                                |
| Bahnhof | 61               | Izcuchaca                               | Izcuchaca                               |
| Tunnel |                  |                                         |                                         |
| ehemaliger Haltepunkt / Haltestelle | 74               | Taraino                                 | Taraino                                 |
| Bahnhof | 78               | La Mejorada (Mariscal Cáceres)          | La Mejorada (Mariscal Cáceres)          |
| Tunnel |                  |                                         |                                         |
| Tunnel |                  |                                         |                                         |
| Tunnel |                  |                                         |                                         |
| Tunnel |                  |                                         |                                         |
| Tunnel |                  |                                         |                                         |
| ehemaliger Haltepunkt / Haltestelle | 96               | Habas Chacra                            | Habas Chacra                            |
| Bahnhof | 99               | Acoria                                  | Acoria                                  |
| ehemaliger Haltepunkt / Haltestelle | 104              | Llaocán                                 | Llaocán                                 |
| Tunnel |                  |                                         |                                         |
| ehemaliger Haltepunkt / Haltestelle | 111              | Amabato                                 | Amabato                                 |
| Bahnhof | 114              | Yauli                                   | Yauli                                   |
| Tunnel |                  |                                         |                                         |
| Tunnel |                  |                                         |                                         |
| ehemaliger Haltepunkt / Haltestelle | 123              | Accomarca                               | Accomarca                               |
| Tunnel |                  |                                         |                                         |
| Tunnel |                  |                                         |                                         |
| Kopfbahnhof Strecke ab hier außer Betrieb | 128              | Huancavelica                            | Huancavelica                            |
| Dienststation / Betriebs- oder Güterbahnhof (Strecke außer Betrieb) | 129              | Sub-Estación Huancavelica               | Sub-Estación Huancavelica               |
| Bahnhof (Strecke außer Betrieb) | 133              | Sacsamarca                              | Sacsamarca                              |
| Tunnel (Strecke außer Betrieb) |                  |                                         |                                         |
| Tunnel (Strecke außer Betrieb) |                  |                                         |                                         |
| Bahnhof (Strecke außer Betrieb) | 147              | Lachoc                                  | Lachoc                                  |
| |                  | aufgelassene Baustelle                  |                                         |
| |                  |                                         |                                         |
| Quellen: |                  |                                         |                                         |

Die Bahnstrecke La Oroya–Huancavelica ist eine normalspurige Bahnstrecke in Peru. Sie entstand 2011, als die Umspurung der Schmalspurbahn von Huancayo nach Huancavelica auf Normalspur abgeschlossen war und damit in Huancayo an die Strecke der Ferrocarril Central Andino S. A. nach La Oroya angeschlossen werden konnte. Sie ist eingleisig und 252 km lang.

## Geografische Lage
Von La Oroya folgt die Strecke dem Lauf des Río Mantaro und verbindet die wichtigsten dort gelegenen Städte. Beim Bahnhof Cajas-Hualhuas befindet sich der tiefste Punkt der Strecke in einer Höhe von 3246 m ü. M.

## Geschichte
Die Strecke entstand historisch aus zwei Abschnitten:
- dem Abschnitt La Oroya–Huancayo und
- dem Abschnitt Huancayo–Lachoc.
- Angeschlossen war weiter die Bahnstrecke Pachacayo–Chaucha, auch als Yauricocha-Bahn bezeichnet.

### Abschnitt La Oroya–Huancayo

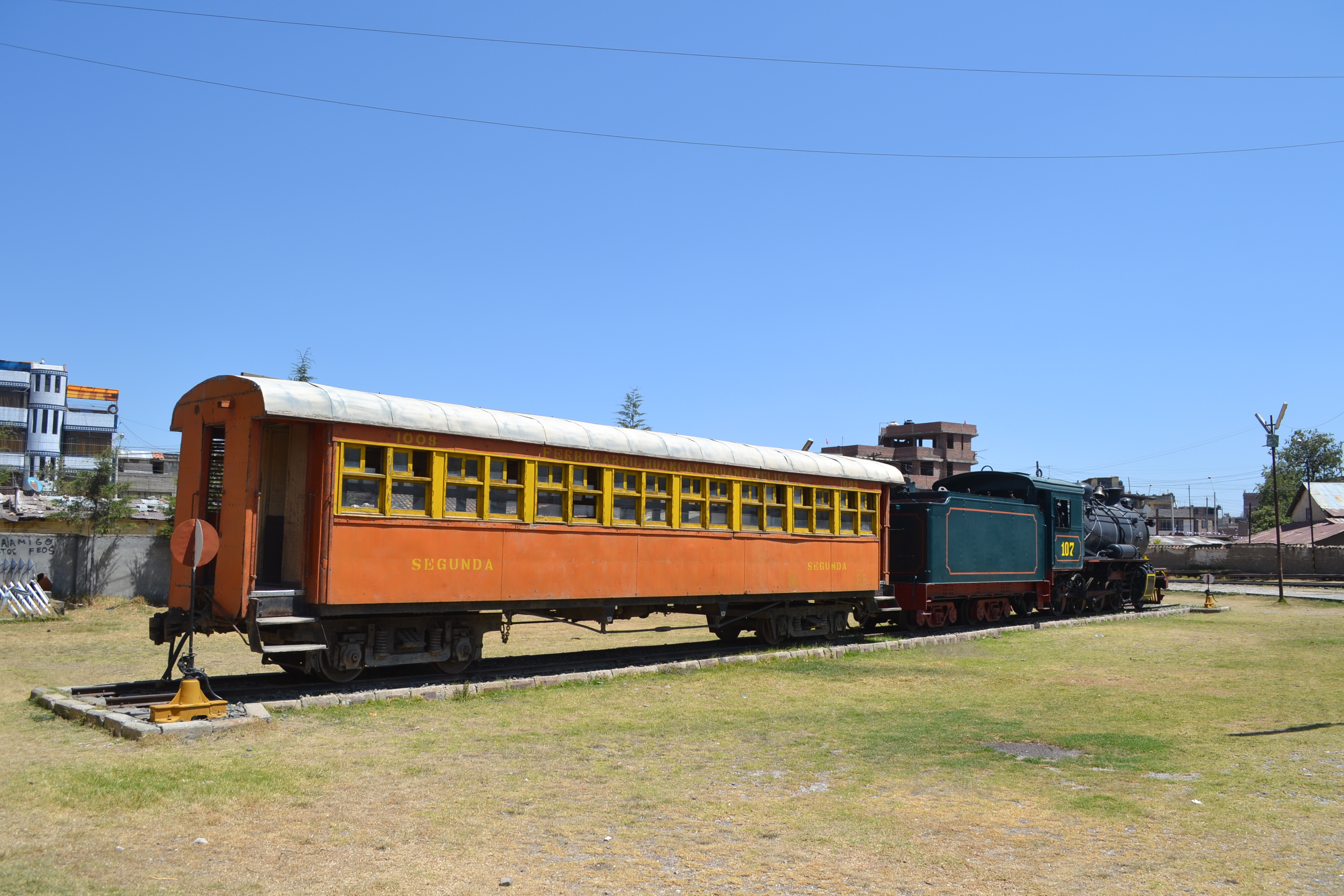
Denkmalfahrzeuge vor dem Bahnhof in Huancayo

Nachdem Peru den Salpeterkrieg gegen Chile verloren hatte, musste das Land alle seine Eisenbahnen an die Gläubiger der peruanischen Staatsanleihen übereignen. Sie organisierten die Peruvian Corporation, die ab 1890 zunächst den Bau der Bahnstrecke Lima–La Oroya beendete und 1907 einen Vertrag mit dem peruanischen Staat schloss, um auch die Fortsetzung nach Huancayo fertigzustellen. Am 8. September 1908 wurde diese Verlängerung, die wie die vorangegangene Strecke in Normalspur gebaut war, für den Verkehr freigegeben und bis Ende 1971 von der Peruvian Corporation betrieben. Während der Militärregierung von Präsident Juan Velasco Alvarado (1968–1975) wurden die peruanischen Eisenbahnen 1971 faktisch verstaatlicht (offiziell bezeichnet als: „Beschlagnahme gegen einen säumigen Schuldner im Interesse des Volkes“). Als Staatsbahn wurde am 1. Dezember 1972 die Empresa Nacional de Ferrocarriles (ENAFER) gegründet, die zum 1. Januar 1973 die meisten Eisenbahnen und auch die Strecke La Oroya–Huancayo übernahm. Hyperinflation und die Wirtschaftskrise unter der ersten Regierung Alan García führten die Bahngesellschaft in die Insolvenz. ENAFER stellte den Betrieb Mitte Juli 1999 ein.
Am 20. September 1999 gingen die Strecken der ehemaligen Zentralbahn in die Hände neuer Eigentümer über, die das Unternehmen Ferrovías Central Andina S.A. (FCCA) nannten. Die FCCA erhielt eine Konzession für 30 Jahre.

### Abschnitt Huancayo–Lachoc

#### Schmalspurbahn

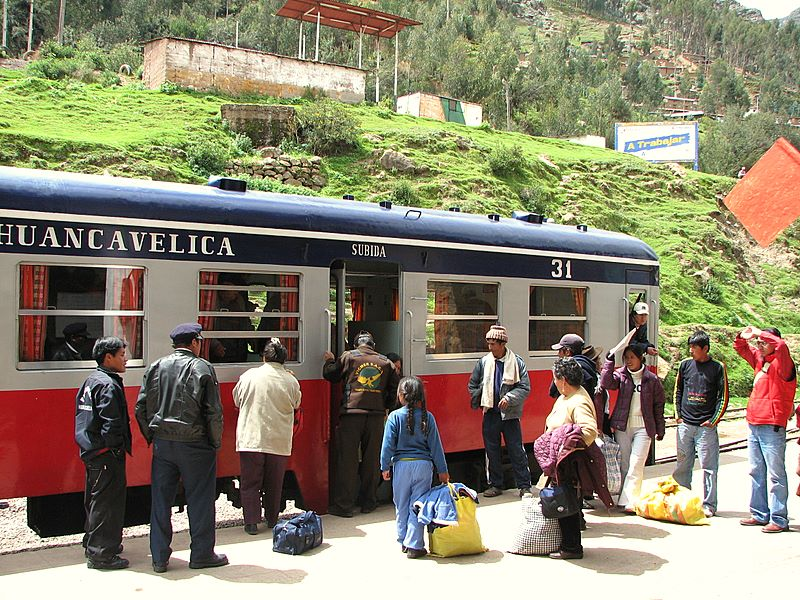
Schmalspur-Triebwagen im Bahnhof Huancavelica, 2007

Die Bahnstrecke Huancayo–Huancavelica wurde im Anschluss an die Strecke La Oroya–Huancayo errichtet. Die Bahn wurde 1907 durch ein Gesetz ermöglicht. Ziel war ursprünglich eine Verbindung zum südlichen peruanischen Eisenbahnnetz bei Cusco, wo sie an die Bahnstrecke Cusco–Puno angeschlossen hätte. Der Bau begann so 1908 in Normalspur, verlief allerdings sehr schleppend und wurde 1911 eingestellt, nachdem 16 km Gleis und 28 km Oberbau fertiggestellt waren. Es dauerte bis 1916, bevor die Regierung die Peruvian Corporation und deren Tochtergesellschaft, die Ferrocarril Central del Peru, damit beauftragte, die fertiggestellten 16 km auch zu betreiben. Das war offensichtlich so unrentabel, dass die Bahngesellschaft das schon nach weniger als einem Jahr aufgab. 1918 nahm der Staat die Bauarbeiten wieder auf. 1919 fiel dann die Entscheidung, den Bau zwar fortzusetzen, aber aus Kostengründen eine Schmalspurbahn in der Spurweite von 3 (englischen) Fuß (914 mm) zu errichten. Die bisher gebaute Strecke wurde dazu umgespurt, die ersten 50 km gingen 1922 in Betrieb, Huancavelica wurde 1926 erreicht. In Richtung Chonta wurde weiter gebaut aber das Projekt blieb 1933 in Lachoc aufgrund technischer und finanzieller Schwierigkeiten stecken. Wiederholte Erdrutsche führten dazu, dass die Arbeiten eingestellt wurden. Der Weiterbau wurde bis in die 1950er Jahre diskutiert, fand aber nie statt. So blieb zunächst der Bahnhof Lachoc an Streckenkilometer 147 die Betriebsspitze. Diese war aber schon in den 1970er Jahren nach Huancavelica zurückverlegt.
Die Bahngesellschaft, die die Strecke betrieb, firmierte unter der Bezeichnung Ferrocarril Huancayo–Huancavelica (FCHH). Die schmalspurige Strecke war technisch nicht sehr anspruchsvoll. Die 38 Tunnel waren alle recht kurz, der längste maß 152 m. An Ingenieurbauten gab es weiter 15 längere Brücken. Die längste war die Chanchas-Brücke mit 193 m.
Die Strecke dient der Grundversorgung der Bevölkerung im Personen- und im Güterverkehr. Der Personenverkehr war lange Zeit viel bedeutender als der Güterverkehr, der Betrieb der Strecke hing aber immer von staatlichen Zuschüssen ab. Vor der Umspurung benötigte ein lokbespannter Zug mindestens sechs Stunden, ein Dieseltriebwagen 3:30 Stunden für die Strecke. Die ursprünglich eingesetzten Dampflokomotiven wurden ab den 1960er Jahren langsam von Diesellokomotiven abgelöst, die aber auch in den 1970er Jahren noch in größerer Zahl verkehrten. Erst gegen Ende der 1970er Jahre wurden automatische Bremsen eingebaut, bis dahin mit Bremsern gearbeitet, die auf einzelnen Wagen des Zuges stationiert waren.

#### Umspurung auf Normalspur

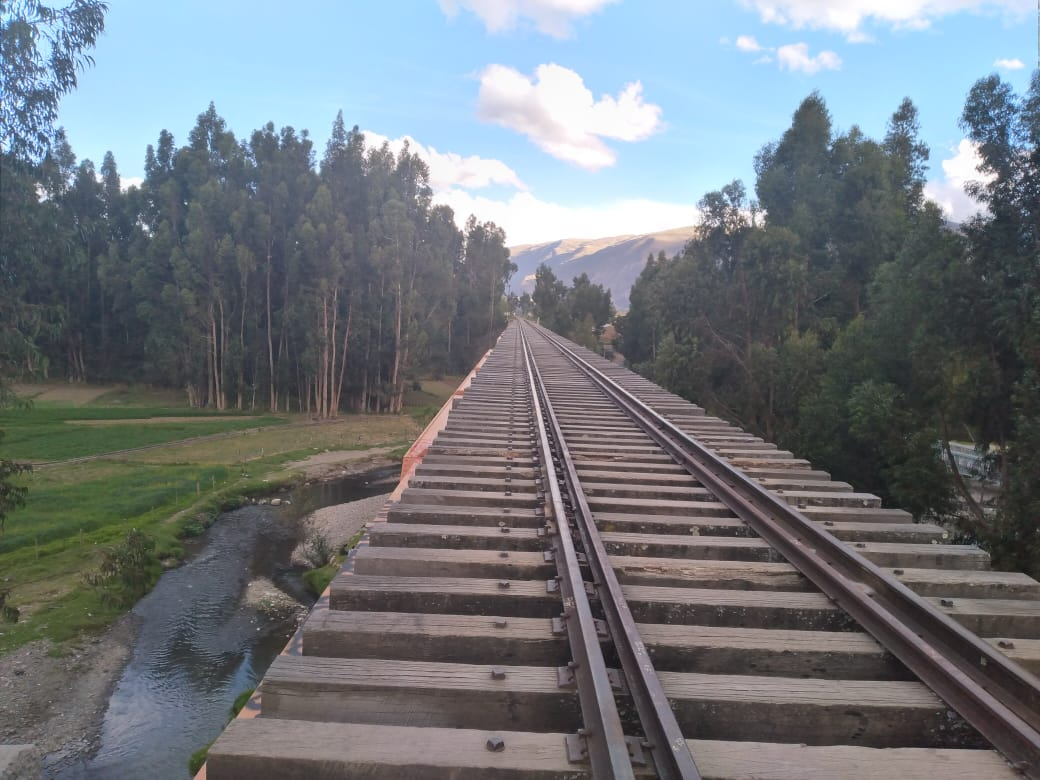
Eisenbahnbrücke bei Huancan

Im Juni 2006 stimmte die Regierung von Peru dem Vorhaben zu, die Strecke Huancayo–Huancavelica auf Normalspur umzuspuren. Für die Arbeiten wurde eine Bauzeit von 16 Monaten und Kosten in Höhe von 33 Mio. US-Dollar eingeplant. Das Projekt finanzierten der Staat und die Andean Development Corporation gemeinsam. Im Zuge der Umspurung kam es abschnittweise auch zu Neutrassierungen. Am 5. Dezember 2011 ging die Strecke normalspurig wieder in Betrieb. Damit entstand eine durchgehend normalspurige Strecke La Oroya–Huancavelica.

### Zweigstrecke Pachacayo–Chaucha
Die Bahnstrecke Pachacayo–Chaucha, auch: Yauricocha-Bahn, zweigte in Pachacayo von der Hauptstrecke ab und führte bis Chaucha. Hier endete eine 14,5 km lange Materialseilbahn, die von dem Kupferbergwerk Yauricocha bis hierher führte. Im Zuge des Zweiten Weltkriegs wurde der Bau der Anlagen begonnen. Da kriegsbedingt Eisenbahningenieure nicht zur Verfügung standen, wurden Eisenbahn und Seilbahn ab 1942 von Ingenieuren der Cerro de Pasco Copper Corporation errichtet. Die Bahn ging 1946 in Betrieb. Betrieben wurde die Strecke von der Ferrocarril Cerro de Pasco. 2000 wurde sie stillgelegt, 2005 abgebaut.

## Verkehr
Seit 2003 verkehrt zwischen April und November zwei Mal im Monat ein Touristenzug zwischen Lima und Huancayo, wobei er auch den nördlichen Teil der Bahnstrecke La Oroya–Huancavelica befährt.